# Väinö Heiskanen
Väinö Heiskanen, född 26 april 1898 i Varkaus, var en finländsk teaterregissör.
Heiskanen var under lång tid aktiv vid teatern i Varkaus, men arbetade även vid Helsingfors arbetarteater och gästade som uppsättare vid flera olika finländska teatrar. Han tog pension från arbetet som ledare vid Varkaus teater 1963. Heiskanen tilldelades 1958 Pro Finlandia-medaljen.